# Paul Steinhardt
Paul J. Steinhardt (Washington, 25 dicembre 1952) è un fisico e cosmologo statunitense, "Albert Einstein Professor of Science" all'Università di Princeton.

## Biografia
Steinhardt è noto per i suoi lavori sull'inflazione cosmica e l'universo oscillante o modello ciclico, oltre che sulla struttura a grande scala dell'universo. 
Nel corso del tempo ha abbandonato parzialmente la teoria dell'inflazione cosmica per avvicinarsi alla teoria delle stringhe e del mondo-brana. Con Neil Turok ha ideato il modello dell'universo ecpirotico, o modello di Steinhardt-Turok; a differenza del collega, non crede al multiverso, ipotesi che considera dannosa per la fisica, ma solo all'esistenza di due protouniversi precedenti al nostro.
In seguito all'esperimento BICEP2 del marzo 2014 ha affermato che la teoria ecpirotica è errata, mentre l'inflazione caotica probabilmente è giusta;ha ritrattato però questa dichiarazione poche settimane dopo, affermando di aver giudicato troppo in fretta i dati osservativi.
Ha introdotto il concetto di quintessenza, una forma di energia oscura, e ha lavorato sulla teoria dei quasicristalli.

## Saggi
- Paul Steinhardt e Neil Turok, Universo senza fine. Oltre il Big bang, 2008, Il Saggiatore